# München befæstning
München befæstning var et system af flere bymure, voldgrave og bastioner, der omgav og forsvarede München
Byens befæstninger i München var et system af flere bymure, grøfter og bastioner, der har omivet byen München. Allerede i 1100-tallet blev de anlagt en ringmur omkring byen med en vandgrav.
Da området som den beskyttede blev for lille blev byen udvidet mod floden Isar i begyndelsen af 1200-tallet. Denne del afbyen blev sandsynligvis kun forsvaret med en voldgrav, og i slutningen af 1200- og 1300-tallet blev befæstningen udvidet i alle retninger, og der blev etableret en nye og større bymur og tilhørende volgrav. I begyndelsen af 1400-tallet blev denne mur forstærket med endnu en mur, så der nu var en dobbeltmur. I 1600-tallet blev der opført fæstningsværker langs denne dobbeltmur.
I slutningen af 1700-tallet blev Münchens status som befæstet by ophævet, da man begyndte at rive den ned for at gøre plads til yderligere udvidelser af byen. I 1800-tallet blev bymuren og de tiløhrende porte stort set revet ned. I
I slutningen af det 18. århundrede blev Münchens status som fæstning ophævet, og fæstningernes nedrivning begyndte. I det 19. århundrede blev bymuren med dens porte og tårne stort set revet ned. I dag er der kun få rester tilbage af byens befæstninger, der dog tæller tre af de oprindelige fire hovedporte i den anden bymur.